# Ève Périsset
Ève Périssetⓘ (ur. 24 grudnia 1994 w Saint-Priest) – francuska piłkarka, grająca na pozycji obrończyni w klubie Chelsea F.C. oraz w reprezentacji Francji. Uczestniczka Igrzysk Olimpijskich 2024 w Paryżu, Mistrzostw Świata 2019 i 2023 oraz Mistrzostw Europy 2017 i 2022.

## Statystyki

### Klubowe
Na podstawie:
| Klub                | Sezonów | Liga                    | Liga  | Liga   | Puchar krajowy | Puchar krajowy | Kontynentalne | Kontynentalne | Suma  | Suma   |
| Klub                | Sezonów | Liga                    | Mecze | Bramki | Mecze          | Bramki         | Mecze         | Bramki        | Mecze | Bramki |
| ------------------- | ------- | ----------------------- | ----- | ------ | -------------- | -------------- | ------------- | ------------- | ----- | ------ |
| Olympique Lyon      | 4       | Division 1 Féminine     | 18    | 0      | 0              | 0              | 4             | 0             | 22    | 0      |
| Paris Saint-Germain | 4       | Division 1 Féminine     | 69    | 8      | 0              | 0              | 17            | 0             | 86    | 8      |
| Girondins Bordeaux  | 2       | Division 1 Féminine     | 39    | 3      | 1              | 0              | 4             | 0             | 44    | 3      |
| Chelsea F.C.        | 3       | FA Women's Super League | 32    | 0      | 12             | 0              | 17            | 0             | 61    | 0      |
|                     | Łącznie | Łącznie                 | 158   | 12     | 13             | 0              | 42            | 0             | 213   | 12     |

### Reprezentacyjne
Na podstawie:
| Mecze i gole w reprezentacji podczas Mistrzostw Świata 2019 | Mecze i gole w reprezentacji podczas Mistrzostw Świata 2019 | Mecze i gole w reprezentacji podczas Mistrzostw Świata 2019 | Mecze i gole w reprezentacji podczas Mistrzostw Świata 2019 | Mecze i gole w reprezentacji podczas Mistrzostw Świata 2019 | Mecze i gole w reprezentacji podczas Mistrzostw Świata 2019 | Mecze i gole w reprezentacji podczas Mistrzostw Świata 2019 | Mecze i gole w reprezentacji podczas Mistrzostw Świata 2019 |
| Lp.                                                         | Data                                                        | Miasto                                                      | Przeciwnik                                                  | Wynik                                                       | Gole                                                        | Inne                                                        | Faza rozgrywek                                              |
| ----------------------------------------------------------- | ----------------------------------------------------------- | ----------------------------------------------------------- | ----------------------------------------------------------- | ----------------------------------------------------------- | ----------------------------------------------------------- | ----------------------------------------------------------- | ----------------------------------------------------------- |
| 1.                                                          | 07.06.2019                                                  | Paryż                                                       | Korea Południowa                                            | 4:0 (3:0)                                                   |                                                             |                                                             | Faza grupowa                                                |
| 2.                                                          | 17.06.2019                                                  | Rennes                                                      | Nigeria                                                     | 1:0 (0:0)                                                   |                                                             |                                                             | Faza grupowa                                                |
| 3.                                                          | 23.06.2019                                                  | Le Havre                                                    | Brazylia                                                    | 2:1 pd. (0:0)                                               |                                                             |                                                             | 1/8 finału                                                  |

| Mecze i gole w reprezentacji podczas Mistrzostw Świata 2023 | Mecze i gole w reprezentacji podczas Mistrzostw Świata 2023 | Mecze i gole w reprezentacji podczas Mistrzostw Świata 2023 | Mecze i gole w reprezentacji podczas Mistrzostw Świata 2023 | Mecze i gole w reprezentacji podczas Mistrzostw Świata 2023 | Mecze i gole w reprezentacji podczas Mistrzostw Świata 2023 | Mecze i gole w reprezentacji podczas Mistrzostw Świata 2023 | Mecze i gole w reprezentacji podczas Mistrzostw Świata 2023 |
| Lp.                                                         | Data                                                        | Miasto                                                      | Przeciwnik                                                  | Wynik                                                       | Gole                                                        | Inne                                                        | Faza rozgrywek                                              |
| ----------------------------------------------------------- | ----------------------------------------------------------- | ----------------------------------------------------------- | ----------------------------------------------------------- | ----------------------------------------------------------- | ----------------------------------------------------------- | ----------------------------------------------------------- | ----------------------------------------------------------- |
| 1.                                                          | 29.07.2023                                                  | Brisbane                                                    | Brazylia                                                    | 2:1 (1:0)                                                   |                                                             |                                                             | Faza grupowa                                                |
| 2.                                                          | 02.08.2023                                                  | Sydney                                                      | Panama                                                      | 6:3 (4:1)                                                   |                                                             | asysta                                                      | Faza grupowa                                                |
| 3.                                                          | 08.08.2023                                                  | Adelaide                                                    | Maroko                                                      | 4:0 (3:0)                                                   |                                                             |                                                             | 1/8 finału                                                  |
| 4.                                                          | 12.08.2023                                                  | Brisbane                                                    | Australia                                                   | 0:0 (k.6:7)                                                 |                                                             |                                                             | Ćwierćfinał                                                 |

## Sukcesy
Na podstawie:

### Klubowe
- Liga Mistrzyń UEFA 2015/16
- Mistrzyni Francji 2012/13, 2013/14, 2014/15, 2015/16
- Puchar Francji 2012/13, 2013/14, 2014/15, 2015/16, 2017/18
- Mistrzyni Anglii 2022/23, 2023/24